# The Cleveland Show
The Cleveland Show ist eine US-amerikanische Zeichentrickserie von Seth MacFarlane, die erstmals am 27. September 2009 auf dem Sender Fox ausgestrahlt wurde. Das Spin-off von Family Guy wurde nach vier Staffeln und 88 Episoden im Mai 2013 von Fox eingestellt. Die deutschsprachige Erstausstrahlung fand am 7. August 2016 auf Comedy Central statt.

## Handlung
In diesem Spin-off der Serie Family Guy zieht der frisch geschiedene Cleveland Brown zusammen mit seinem Sohn Cleveland Junior zurück in seine Heimatstadt nach Stoolbend, Virginia. Dort trifft er zufällig seine alte Flamme Donna Tubbs, die ebenfalls in Trennung lebt und ihre beiden Kinder Roberta und Rallo allein erzieht. Sie stellen fest, dass sie noch immer ineinander verliebt sind, ziehen zusammen und heiraten.

## Synchronisation
Die deutsche Synchronisation übernahm Studio Hamburg Synchron. Das Dialogbuch schrieben Jesse Grimm, Claudia Heuer und Tammo Kaulbarsch; letzterer führte zusammen mit Matthias Klimsa auch die Dialogregie. Für die Synchronisation der Serie wurden nur wenige Sprecher aus der Mutterserie dazu verpflichtet, ihren Figuren erneut ihre Stimme zu leihen, weshalb die Figur Cleveland in der Serie von Achim Buch synchronisiert wird.
| Rollenname             | Originalsprecher                                        | Deutscher Synchronsprecher |
| Hauptfiguren           | Hauptfiguren                                            | Hauptfiguren               |
| ---------------------- | ------------------------------------------------------- | -------------------------- |
| Cleveland Brown, Sr.   | Mike Henry                                              | Achim Buch                 |
| Rallo Tubbs            | Mike Henry                                              | Tobias Schmidt             |
| Donna Tubbs            | Sanaa Lathan                                            | Dagmar Dreke               |
| Roberta Tubbs          | Nia Long (Staffel 1) Reagan Preston (ab Staffel 2)      | Kaya Marie Möller          |
| Cleveland Brown Jr.    | Kevin M. Richardson                                     | Asad Schwarz               |
| Tim, der Bär           | Seth MacFarlane (Folge 1–53) Jess Harnell (ab Folge 54) | Jan Odle                   |
| Nebenfiguren           |                                                         |                            |
| Holt Richter           | Jason Sudeikis                                          | Nicolas König              |
| Terry Kimple           | Jason Sudeikis                                          | Joshy Peters               |
| Lester Krinklesak      | Kevin M. Richardson                                     | Martin May                 |
| Kendra Krinklesak      | Aseem Batra                                             | Daniela Reidies            |
| Ernie Krinklesak       | Glenn Howerton                                          | Tim Kreuer                 |
| Cookie Brown           | Frances Callier                                         | Tina Eschmann              |
| Levar Brown            | Craig Robinson                                          | Erik Schäffler             |
| Arianna, die Bärin     | Arianna Huffington                                      | Katrin Decker              |
| Federline Jones        | Jamie Kennedy                                           | Oliver Böttcher            |
| Wally Farquhare        | Will Forte                                              | Tammo Kaulbarsch           |
| Gus                    | David Lynch                                             | Jürgen Uter                |
| Robert Tubbs           | Corey Holcomb                                           | Jan-David Rönfeldt         |
| Arch                   | Mike Henry                                              | Burkhard Schmeer           |
| Murray                 | Carl Reiner                                             | Peter Weis                 |
| Cecilia                | Elia Saldana                                            | Ela Paul                   |
| Figuren aus Family Guy |                                                         |                            |
| Peter Griffin          | Seth MacFarlane                                         | Jan Odle                   |
| Glenn Quagmire         | Seth MacFarlane                                         | Hans-Georg Panczak         |
| Stewie Griffin         | Seth MacFarlane                                         | Manuel Straube             |
| Brian Griffin          | Seth MacFarlane                                         | Frank Engelhardt           |
| Lois Griffin           | Alex Borstein                                           | Ela Nitzsche               |
| Meg Griffin            | Mila Kunis                                              | Christine Stichler         |
| Joe Swanson            | Patrick Warburton                                       | Matti Klemm                |

## Produktion und Ausstrahlung
Die Serie wurde von Fuzzy Door Productions, Happy Jack Productions und 20th Century Fox Television produziert. Die Musik stammt von Walter Murphy. Es wurde zunächst eine volle Staffel mit 22 Folgen produziert und ab dem 27. September 2009 ausgestrahlt. Am 3. Mai 2009 bestellte Fox eine zweite Staffel mit 13 Folgen, noch bevor die erste überhaupt gestartet war. Nach guten Quoten bestellte Fox neun zusätzliche Folgen für die zweite Staffel und brachte sie somit auf 22 Folgen. Am 10. Juni 2010 bestellte Fox noch vor dem Start der zweiten Staffel eine dritte, die vom 25. September 2011 bis zum 20. Mai 2012 ausgestrahlt wurde.
Die Serie wurde unter anderem auch in Australien, Großbritannien und Kanada ausgestrahlt und ins Portugiesische, Spanische, Hebräische und Italienische übersetzt.